# NGC 346
NGC 346 ist ein Offener Sternhaufen in einem Emissionsnebel der kleinen Magellanschen Wolke im Sternbild Tukan am Südsternhimmel. Er hat eine scheinbare Helligkeit von +10,3 mag. Der Haufen ist rund 210.000 Lichtjahre von unserem Sonnensystem entfernt und hat einen Durchmesser von etwa 200 Lichtjahren.
Aktuelle Bilder des Hubble-Teleskops lassen 70.000 Sterne in dem Nebel erkennen, wovon die ältesten 4,5 Milliarden Jahre und die jüngsten ca. 5 Millionen Jahre alt sind.
Das Objekt wurde am 1. August 1826 von dem schottischen Astronomen James Dunlop entdeckt.

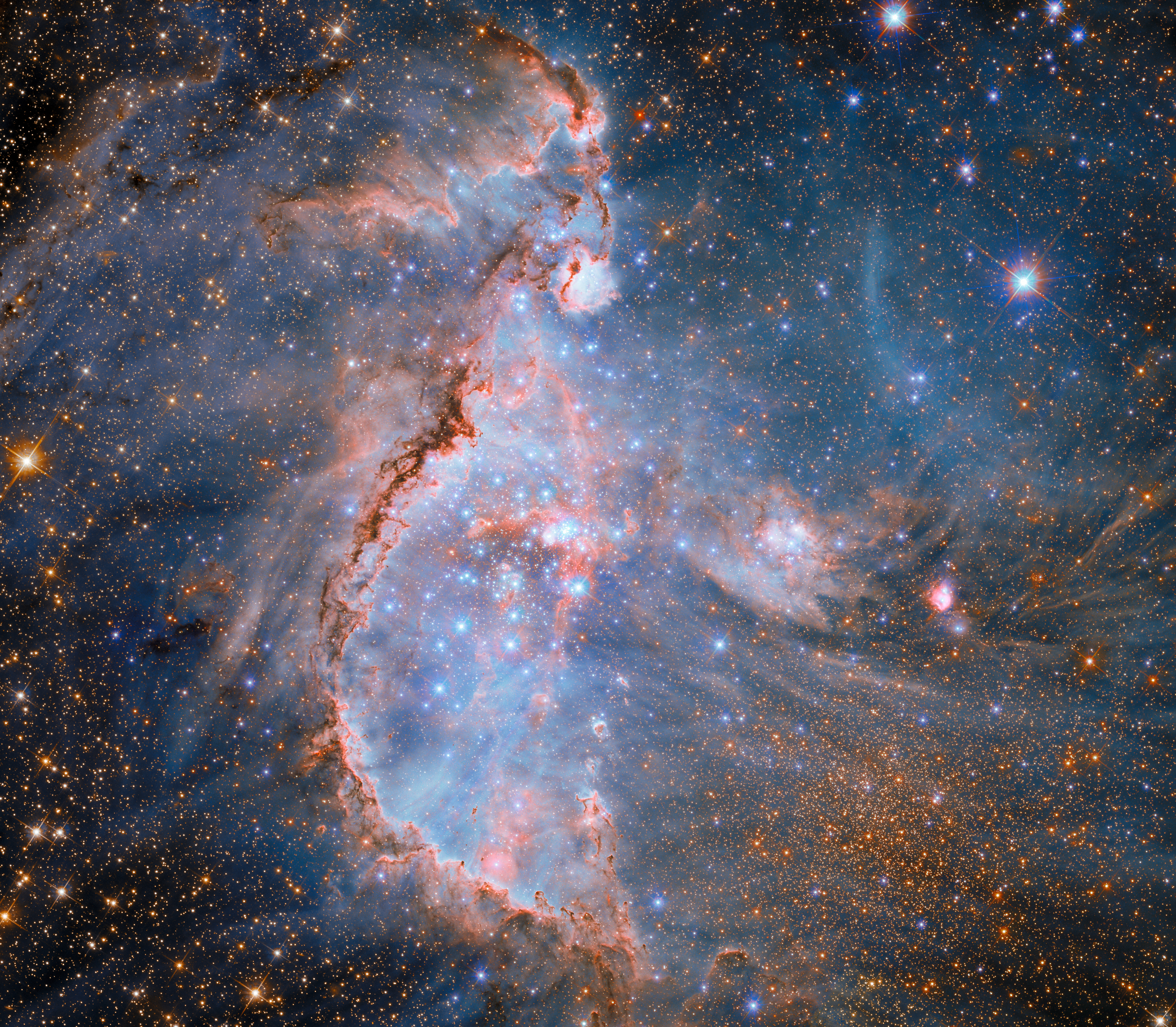
Das Zentrum hochaufgelöst aufgenommen mit dem Hubble-Weltraumteleskop, 2025
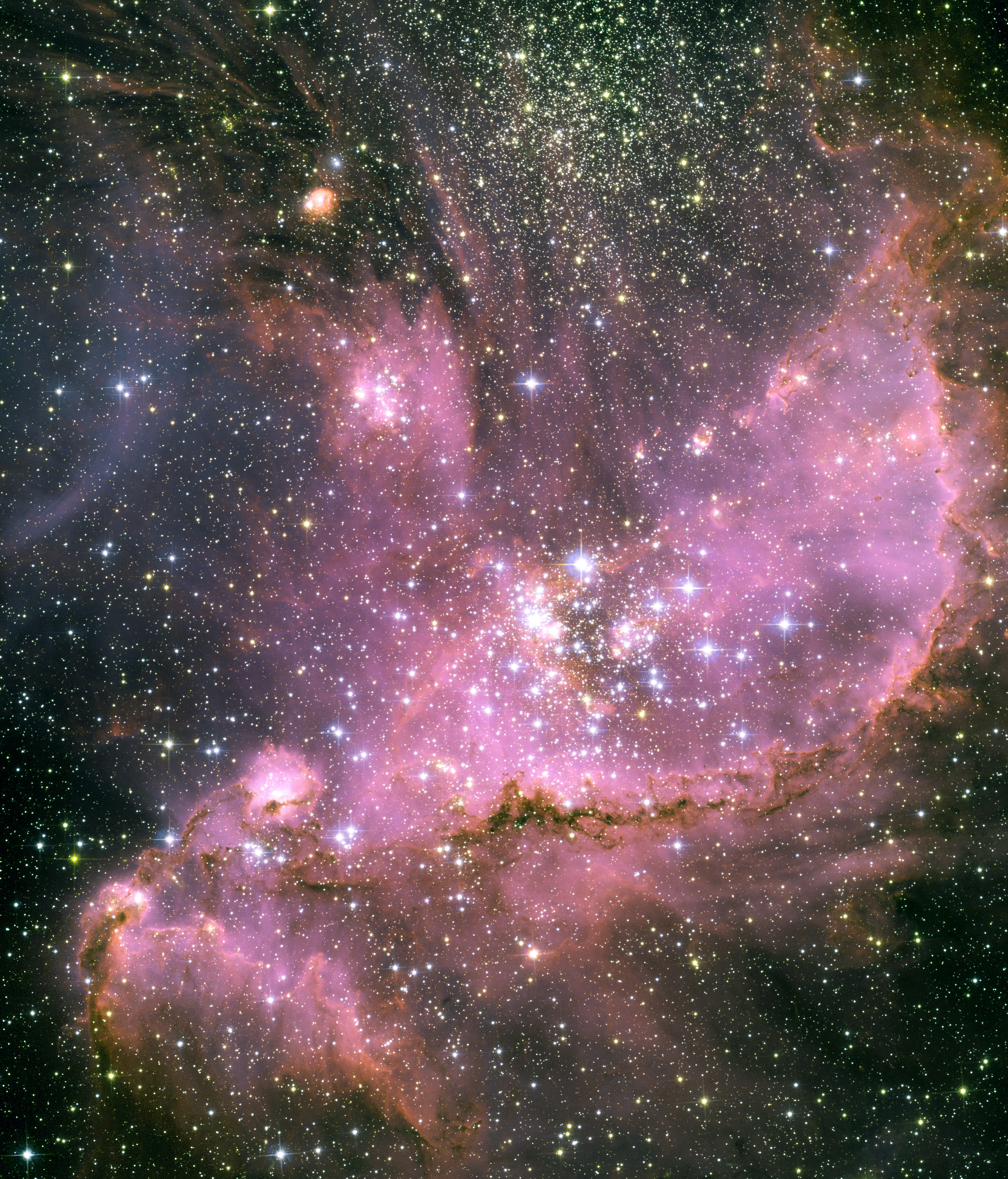
Aufnahme des Hubbke Weltraumteleskop, die angeregten Wasserstoff  (rot wiedergegeben) aufzeigt, 2005
… und im nahen Infrarot aufgenommen mithilfe des James-Webb-Weltraumteleskops. Orange dargestellt sind kalte Gaswolken, in denen sich durch Gravitation weitere Stern formen werden.
- Beschreibendes Video
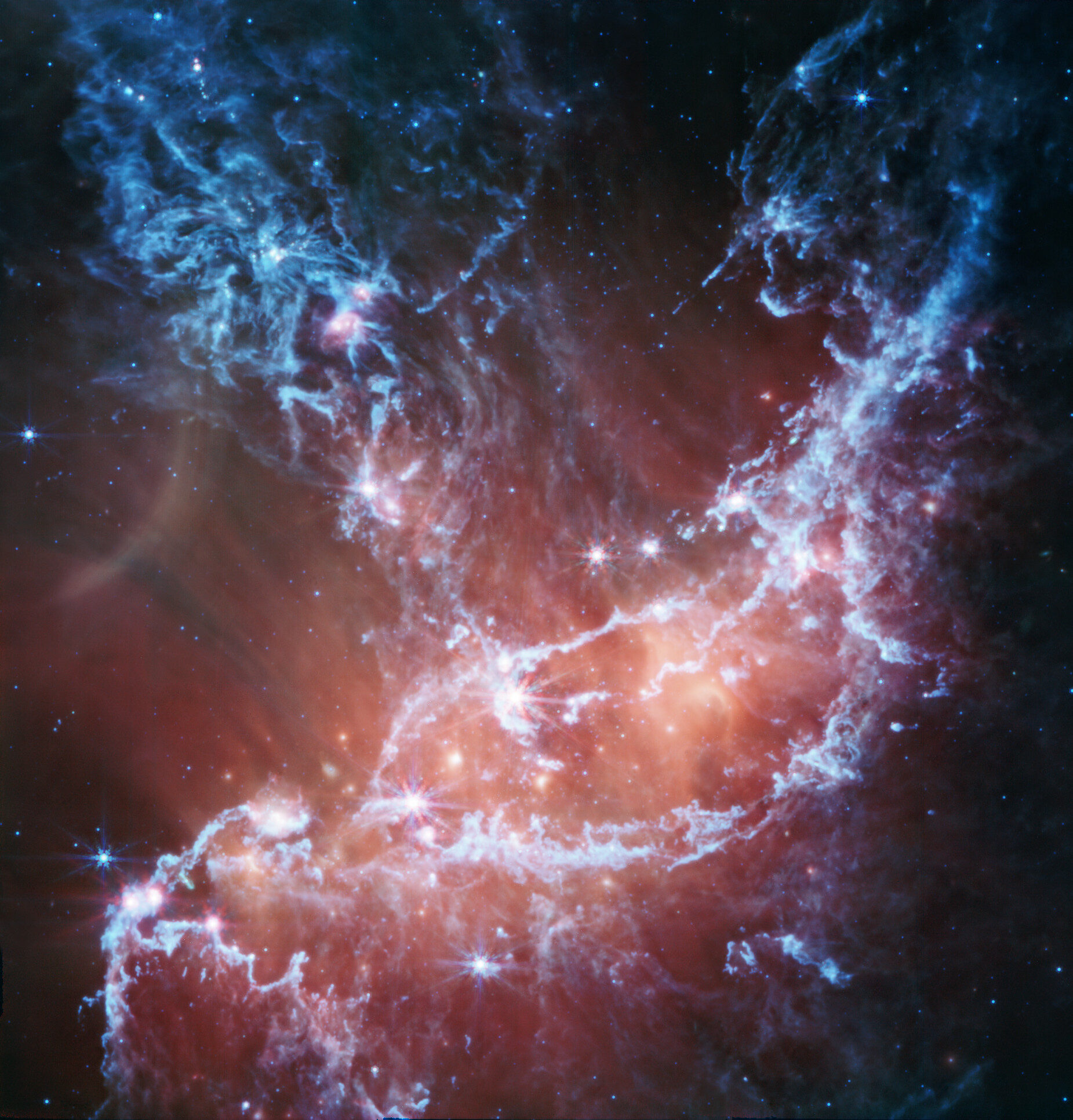
Aufnahme mittels James-Webb-Weltraumteleskop im mittleren Infrarot, 7,7 um (blau) - 21 um (rot)